# Myonia alea
Myonia alea är en fjärilsart som beskrevs av Druce 1890. Myonia alea ingår i släktet Myonia och familjen tandspinnare. Inga underarter finns listade i Catalogue of Life.